# Quatre sans barreur masculin aux Jeux olympiques d'été de 2024
Cet article traite de l'épreuve masculine. Pour la compétition féminine, voir Quatre sans barreur féminin aux Jeux olympiques d'été de 2024.
Navigation
Tokyo 2020 Los Angeles 2028
L'épreuve masculine de quatre sans barreur des Jeux olympiques d'été de 2024 de Paris a lieu au stade nautique olympique de Vaires-sur-Marne du 28 juillet au 1er août 2024.

## Médaillés
| Or                                                                  | Argent                                                                         | Bronze                                                                           |
| États-Unis- Justin Best - Liam Corrigan - Michael Grady - Nick Mead | Nouvelle-Zélande- Matt Macdonald - Oliver Maclean - Tom Murray - Logan Ullrich | Grande-Bretagne- Matt Aldridge - David Ambler - Freddie Davidson - Oliver Wilkes |

## Programme
| Date                | Heure   | Tour      |
| ------------------- | ------- | --------- |
| Dimanche 28 juillet | 09 h 00 | Séries    |
| Mardi 30 juillet    | 09 h 30 | Repêchage |
| Jeudi 1er août      | 09 h 30 | Finale    |

## Résultats détaillés

### Séries
Les deux premiers de chaque série sont qualifiés pour la finale A (FA), les autres vont en repêchage (R).
| Rang | Couloir | Rameurs                                                                       | Pays             | Temps         | Notes |
| ---- | ------- | ----------------------------------------------------------------------------- | ---------------- | ------------- | ----- |
| 1    |         | Matt Macdonald Oliver Maclean Tom Murray Logan Ullrich                        | Nouvelle-Zélande | 6 min 3 s 08  | Q     |
| 2    |         | Matt Aldridge David Ambler Freddie Davidson Oliver Wilkes                     | Grande-Bretagne  | 6 min 5 s 63  | Q     |
| 3    |         | Bogdan-Sabin Baitoc Alexandru-Laurențiu Danciu Andrei Mândrilă Ciprian Tudosă | Roumanie         | 6 min 6 s 60  | R     |
| 4    |         | Eli Brouwer Guus Mollee Nelson Ritsema Rik Rienks                             | Pays-Bas         | 6 min 8 s 75  | R     |
| 5    |         | Giovanni Abagnale Nicholas Kohl Matteo Lodo Giuseppe Vicino                   | Italie           | 6 min 14 s 65 | R     |

| Rang | Couloir | Rameurs                                                               | Pays       | Temps         | Notes |
| ---- | ------- | --------------------------------------------------------------------- | ---------- | ------------- | ----- |
| 1    |         | Justin Best Liam Corrigan Michael Grady Nick Mead                     | États-Unis | 6 min 4 s 95  | Q     |
| 2    |         | Fergus Hamilton Alexander Hill Timothy Masters James Daniel Robertson | Australie  | 6 min 6 s 84  | Q     |
| 3    |         | Benoît Brunet Téo Rayet Guillaume Turlan Thibaud Turlan               | France     | 6 min 7 s 52  | R     |
| 4    |         | Patrick Brunner Tim Roth Kai Schätzle Joel Schürch                    | Suisse     | 6 min 10 s 86 | R     |

### Repêchage
Les deux premières embarcations du repêchage se qualifient pour la finale A (FA), les autres vont en finale B (FB).
| Rang | Couloir | Rameurs                                                                       | Pays     | Temps         | Notes |
| ---- | ------- | ----------------------------------------------------------------------------- | -------- | ------------- | ----- |
| 1    |         | Giovanni Abagnale Nicholas Kohl Matteo Lodo Giuseppe Vicino                   | Italie   | 5 min 52 s 65 | FA    |
| 2    |         | Bogdan-Sabin Baitoc Alexandru-Laurențiu Danciu Andrei Mândrilă Ciprian Tudosă | Roumanie | 5 min 53 s 52 | FA    |
| 3    |         | Benoît Brunet Téo Rayet Guillaume Turlan Thibaud Turlan                       | France   | 5 min 53 s 59 | FB    |
| 4    |         | Eli Brouwer Guus Mollee Nelson Ritsema Rik Rienks                             | Pays-Bas | 5 min 56 s 86 | FB    |
| 5    |         | Patrick Brunner Tim Roth Kai Schätzle Joel Schürch                            | Suisse   | 6 min 0 s 29  | FB    |

### Finales
| Rang                                | Couloir | Rameur                                                                        | Pays             | Temps         | Notes |
| ----------------------------------- | ------- | ----------------------------------------------------------------------------- | ---------------- | ------------- | ----- |
| Médaille d'or, Jeux olympiques      |         | Justin Best Liam Corrigan Michael Grady Nick Mead                             | États-Unis       | 5 min 49 s 03 |       |
| Médaille d'argent, Jeux olympiques  |         | Matt Macdonald Oliver Maclean Tom Murray Logan Ullrich                        | Nouvelle-Zélande | 5 min 49 s 88 |       |
| Médaille de bronze, Jeux olympiques |         | Matt Aldridge David Ambler Freddie Davidson Oliver Wilkes                     | Grande-Bretagne  | 5 min 52 s 42 |       |
| 4                                   |         | Giovanni Abagnale Nicholas Kohl Matteo Lodo Giuseppe Vicino                   | Italie           | 5 min 55 s 07 |       |
| 5                                   |         | Bogdan-Sabin Baitoc Alexandru-Laurențiu Danciu Andrei Mândrilă Ciprian Tudosă | Roumanie         | 5 min 56 s 85 |       |
| 6                                   |         | Fergus Hamilton Alexander Hill Timothy Masters James Daniel Robertson         | Australie        | 6 min 0 s 35  |       |

| Rang | Couloir | Rameur                                                  | Pays     | Temps         | Notes |
| ---- | ------- | ------------------------------------------------------- | -------- | ------------- | ----- |
| 7    |         | Eli Brouwer Guus Mollee Nelson Ritsema Rik Rienks       | Pays-Bas | 5 min 56 s 35 |       |
| 8    |         | Benoît Brunet Téo Rayet Guillaume Turlan Thibaud Turlan | France   | 5 min 57 s 78 |       |
| 9    |         | Patrick Brunner Tim Roth Kai Schätzle Joel Schürch      | Suisse   | 6 min 2 s 61  |       |